# Musca lucidula
Musca lucidula este o specie de muște din genul Musca, familia Muscidae. A fost descrisă pentru prima dată de Friedrich Hermann Loew în anul 1856. Conform Catalogue of Life specia Musca lucidula nu are subspecii cunoscute.